# Cheirostylis serpens
Cheirostylis serpens är en orkidéart som beskrevs av Leonid Vladimirovitj Averjanov. Cheirostylis serpens ingår i släktet Cheirostylis och familjen orkidéer.
Artens utbredningsområde är Vietnam. Inga underarter finns listade i Catalogue of Life.